# Campeonato Mundial de Atletismo de 2009 - Arremesso de peso masculino
O arremesso de peso masculino do Campeonato Mundial de Atletismo de 2009 ocorreu no dia 15 de agosto no Olympiastadion, em Berlim.

## Recordes
Antes desta competição, os recordes mundiais e do campeonato nesta prova eram os seguintes:
| Tipo                  | Atleta         | Distância | Local    | Data                 | Ref |
| --------------------- | -------------- | --------- | -------- | -------------------- | --- |
|                       | Randy Barnes   | 23,12     | Westwood | 20 de maio de 1990   | ver |
| Recorde do campeonato | Werner Günthör | 22,23     | Roma     | 29 de agosto de 1987 | ver |

## Medalhistas
| Ouro                     | Prata                 | Bronze             |
| Christian Cantwell (USA) | Tomasz Majewski (POL) | Ralf Bartels (GER) |

## Resultados

### Eliminatórias
Estes são os resultados das eliminatórias. Os 36 atletas inscritos foram divididas em dois grupos, se classificando para a final os que atingissem a marca de 20,30 m (Q) ou, no mínimo, doze atletas com as melhores marcas (q).

#### Grupo A
| Pos. | Atleta                   | #1    | #2    | #3    | Res.      | Notas                |
| ---- | ------------------------ | ----- | ----- | ----- | --------- | -------------------- |
| 1    | POL Tomasz Majewski      | 21,19 |       |       | 21,19 (Q) |                      |
| 2    | BLR Pavel Lyzhyn         | x     | 20,72 |       | 20,72 (Q) |                      |
| 3    | USA Christian Cantwell   | 20,20 | 20,63 |       | 20,63 (Q) |                      |
| 4    | USA Adam Nelson          | 20,50 |       |       | 20,50 (Q) |                      |
| 5    | SLO Miroslav Vodovnik    | 19,80 | 20,22 | 20,05 | 20,22 (q) | Recorde da temporada |
| 6    | GER Peter Sack           | 20,09 | 20,20 | 19,98 | 20,20 (q) |                      |
| 7    | RUS Pavel Sofin          | x     | x     | 20,16 | 20,16 (q) |                      |
| 8    | BIH Hamza Alić           | x     | 20,01 | 20,10 | 20,10 (q) |                      |
| 9    | KSA Sultan Alhabashi     | 19,91 | x     | 20,04 | 20,04     |                      |
| 10   | AUS Justin Anlezark      | 19,94 | 19,41 | 19,33 | 19,94     |                      |
| 11   | LAT Māris Urtāns         | 19,89 | x     | x     | 19,89     | Recorde da temporada |
| 12   | CAN Dylan Armstrong      | 19,46 | 19,86 | x     | 19,86     |                      |
| 13   | CUB Carlos Véliz         | 18,82 | 19,62 | 19,48 | 19,62     |                      |
| 14   | CRO Nedžad Mulabegović   | 19,15 | x     | x     | 19,15     |                      |
| 15   | RUS Valeriy Kokoyev      | 18,02 | 19,13 | 18,90 | 19,13     |                      |
| 16   | EGY Yasser Ibrahim Farag | 18,40 | 18,69 | 18,54 | 18,69     |                      |
| 17   | ESP Borja Vivas          | 17,70 | 18,38 | x     | 18,38     |                      |
| 18   | ALB Adriatik Hoxha       | 15,78 | 15,89 |       | 15,89     |                      |

#### Grupo B
| Pos. | Atleta                | #1    | #2    | #3    | Res.      | Notas  |
| ---- | --------------------- | ----- | ----- | ----- | --------- | ------ |
| DSQ  | BLR Andrei Mikhnevich | 20,65 |       |       | 20,65 (Q) | Doping |
| 1    | GER Ralf Bartels      | 20,16 | x     | 20,41 | 20,41 (Q) |        |
| 2    | USA Reese Hoffa       | 20,23 | 19,90 | x     | 20,23 (q) |        |
| 3    | GBR Carl Myerscough   | 20,17 | x     | 19,79 | 20,17 (q) |        |
| 4    | EST Taavi Peetre      | 19,91 | 19,79 | 19,69 | 19,91     |        |
| 5    | POR Marco Fortes      | 18,70 | x     | 19,81 | 19,81     |        |
| 6    | ESP Manuel Martínez   | 19,74 | 19,80 | 19,73 | 19,80     |        |
| 7    | CZE Antonin Žalský    | 19,63 | 19,46 | 19,77 | 19,77     |        |
| 8    | BLR Yury Bialou       | 19,38 | 19,75 | 19,35 | 19,75     |        |
| 9    | SRB Asmir Kolašinac   | 19,62 | 19,67 | x     | 19,67     |        |
| 10   | HUN Lajos Kürthy      | 19,16 | 19,64 | x     | 19,64     |        |
| 11   | AUS Scott Martin      | 19,16 | 19,52 | 19,45 | 19,52     |        |
| 12   | USA Daniel Taylor     | x     | x     | 19,39 | 19,39     |        |
| 13   | FRA Yves Niaré        | x     | x     | 19,37 | 19,37     |        |
| 14   | GER David Storl       | 19,19 | x     | 19,18 | 19,19     |        |
| 15   | RUS Maksim Sidorov    | 18,92 | 18,77 | x     | 18,92     |        |
| 16   | BUL Georgi Ivanov     | 18,11 | x     | x     | 18,11     |        |
|      | ARG Germán Lauro      | x     | x     | x     | NM        |        |

- x = Arremesso inválido

### Final
Estes são os resultados da final:
| Pos               | Atleta                 | #1    | #2    | #3    | #4    | #5    | #6    | Res.  | Notas                |
| ----------------- | ---------------------- | ----- | ----- | ----- | ----- | ----- | ----- | ----- | -------------------- |
| Medalha de ouro   | USA Christian Cantwell | 21,54 | 20,72 | 21,03 | 21,21 | 22,03 | -     | 22,03 |                      |
| Medalha de prata  | POL Tomasz Majewski    | 21,36 | 21,19 | 20,80 | 21,68 | 21,91 | 21,18 | 21,91 |                      |
| Medalha de bronze | GER Ralf Bartels       | 20,35 | 20,18 | 21,37 | 20,80 | 20,94 | 21,20 | 21,37 | Recorde pessoal      |
| 4                 | USA Reese Hoffa        | 21,02 | x     | 20,95 | 21,14 | 20,97 | 21,28 | 21,28 |                      |
| 5                 | USA Adam Nelson        | 21,11 | 20,93 | x     | x     | x     | x     | 21,11 | Recorde da temporada |
| 6                 | BLR Pavel Lyzhyn       | x     | 20,98 | x     | x     | x     | x     | 20,98 | Recorde pessoal      |
| DSQ               | BLR Andrei Mikhnevich  | 20,34 | 20,31 | 20,62 | 20,74 | 20,54 | x     | 20,74 | Doping               |
| 7                 | SLO Miroslav Vodovnik  | 19,60 | 19,50 | 20,50 | x     | 19,82 | 20,14 | 20,50 | Recorde da temporada |
| 8                 | BIH Hamza Alić         | 20,00 | x     | 19,80 |       |       |       | 20,00 |                      |
| 9                 | RUS Pavel Sofin        | 19,89 | 19,69 | 19,85 |       |       |       | 19,89 |                      |
| 10                | GBR Carl Myerscough    | 18,42 | x     | x     |       |       |       | 18,42 |                      |
|                   | GER Peter Sack         | x     | x     | x     |       |       |       | NM    |                      |

- x = Arremesso inválido

Legenda
| Recorde mundial       | Recorde mundial (World record)               |                       | Recorde africano                      | Recorde africano (African) |                                           | Q | Classificado por posição (Qualified) |
| Recorde do campeonato | Recorde do campeonato (Championship record)  | Recorde da América    | Recorde da América (Americas)         | q                          | Classificado por melhor tempo (Qualified) |   |                                      |
| Melhor marca do ano   | Melhor marca do ano (World leading)          | Recorde asiático      | Recorde asiático (Asian)              | DNS                        | Não largou (Did not start)                |   |                                      |
| Recorde nacional      | Recorde nacional (National record)           | Recorde europeu       | Recorde europeu (European)            | DNF                        | Não terminou (Did not finish)             |   |                                      |
| Recorde pessoal       | Recorde pessoal do atleta (Personal best)    | Recorde da Oceania    | Recorde da Oceania (Oceania)          | DSQ / DQ                   | Desclassificado (Disqualified)            |   |                                      |
| Recorde da temporada  | Recorde da temporada do atleta (Season best) | Recorde sul-americano | Recorde sul-americano (South America) | NM                         | Sem marca (No mark)                       |   |                                      |